# Weißbürzelbussard
Der Weißbürzelbussard (Parabuteo leucorrhous) ist ein Greifvogel aus der Familie der Habichtartigen (Accipitridae).
Die Art wurde früher der Gattung Buteo zugeordnet.
Sie kommt in Südamerika von Venezuela bis Argentinien und Brasilien vor.
Der Lebensraum umfasst tropischen oder subtropischen bis gemäßigten Bergwald, Waldrand bevorzugt zwischen 1500 und 3000 m in Kolumbien und Peru, bis 3500 in Bolivien, aber auch geringeren Höhen in Argentinien und Paraguay.

## Merkmale
Die Art ist 33 bis 40 cm groß, das Männchen wiegt etwa 290, das Weibchen 389 g, die Flügelspannweite beträgt 67–79 cm. Dieser kleine, kompakt und elegant wirkende Bussard ist durchgängig dunkel-schwärzlich mit charakteristisch weißem Steiß und Untersteiß, weißen Unterschwanzdecken und cremeweißer Flügelunterseite. Die Beine sind rotbraun, der Schwanz ist fast ganz schwarz, hat eine einzelne schmale grau-braune Binde auf der Oberseite, unten 2–3 weiße Binden. Möglicherweise gibt es auch eine blasse Morphe. Iris, Wachshaut und Füße sind gelb. Das Weibchen ist etwas größer, unterscheidet sich ansonsten nicht.
Im Flug fallen die gerundeten Flügelspitzen, auch der gerundete Schwanz auf sowie die kontrastierenden, ungebänderten blassen Unterflügeldecken.
Jungvögel sind auf der Oberseite braun mit rotbraun gefleckt, ebenso noch deutlicher auf der Unterseite gefleckt.
Die Art ist monotypisch.

## Stimme
Der Ruf wird als hohes kurzes Pfeifen „EEEEiu“ beschrieben.

## Lebensweise
Die Nahrung besteht vermutlich aus Reptilien, Froschlurchen, Insekten und Ratten sowie kleinen Vögeln. Der Vogel kreist gern über Wald auf der Suche nach Beute.
Die Brutzeit liegt zwischen Februar und März. Das Nest besteht aus Zweigen hoch in einem Baum.
Das Gelege besteht aus 2–3 Eiern.

## Etymologie und Forschungsgeschichte
Die Erstbeschreibung des Weißbürzelbussards erfolgte 1824 durch Jean René Constant Quoy und Joseph Paul Gaimard unter dem wissenschaftlichen Namen Falco Leucorrhous. Als Verbreitungsgebiet gaben sie Brasilien an. 1874 führte Robert Ridgway die für die Wissenschaft neue Gattung Parabuteo für den Wüstenbussard ein. Dieser Begriff leitet sich παρα para für nahe und lateinisch buteo, buteonis ‚Bussard‘ ab. Der Artname leucorrhous ist ein Wortgebilde aus λευκος leukos für weiß und ορρος orrhos für Steiß, Bürzel. Alfred Laubmann  ordnete die Art als Rupornis leucorrhous ein. Für Paraguay sah er in Rupornis nigra Bertoni, W, 1901 aus dem Departamento Alto Paraná den einzigen Nachweis für das Land. Bertonis Name wird heute als Synonym zur Nominatform betrachtet.

## Gefährdungssituation
Die Art gilt als nicht gefährdet (Least Concern).